# Malakula
Malakula Island (tọa độ 16°18′N 167°30′Đ / 16,3°N 167,5°Đ) Malakula là đảo lớn thứ nhì của Vanuatu. Đảo này có diện tích 2.041 km². Đảo này nằm ở vùng Thái Bình Dương của Melanesia. Tên đảo được đặt bởi James Cook, rõ ràng lấy từ tiếng Pháp mal à cul.
Đảo này tách khỏi các đảo Espiritu Santo và Malo bởi eo biển Bougainville. Lakatoro, thủ phủ của tỉnh Malampa, nằm ở bờ đông và là khu định cư lớn nhất đảo. Đảo có độ cao tối đa 879 m ở núi Liambele. Năm 1768, Louis Antoine de Bougainville lấy tên mình đặt cho eo biển chia tách Malakula với đảo Santo.
Theo điều tra dân số năm 2009, đảo Malakula có dân số khoảng 23.000 người. Gần 30 ngôn ngữ khác nhau được nói trên đảo. Hai bộ lạc là Namba Lớn ở phía bắc và Nambas Nhỏ ở miền trung và nam của khu vực.